# SN 2005ky
SN 2005ky – supernowa typu Ia odkryta 24 listopada 2005 roku w galaktyce A022436-0410. W momencie odkrycia miała maksymalną jasność 22,30m.